# Fiete Arp
Jann-Fiete Arp (* 6. Januar 2000 in Bad Segeberg) ist ein deutscher Fußballspieler. Der überwiegend beim Hamburger SV ausgebildete Stürmer steht seit Sommer 2025 in Dänemark beim Odense BK unter Vertrag und war bis 2019 Junioren-Nationalspieler.

## Karriere

### Vereine

#### Anfänge
Arp, der nur mit seinem zweiten Vornamen Fiete gerufen wird, wurde im schleswig-holsteinischen Bad Segeberg geboren und wuchs bei seinen getrennt lebenden Eltern in Bad Segeberg und im nahe gelegenen Wahlstedt auf. Im Alter von 4 Jahren begann er beim SV Wahlstedt mit dem Fußballspielen. Sein erster größerer Erfolg war der Gewinn des Gothia Cup 2008 mit der U11-Auswahl des Kreisfußballverbands Segeberg.
Zur Saison 2010/11 wechselte er in das Nachwuchsleistungszentrum des Hamburger SV, bei dem er zunächst bei den E-Junioren (U11) spielte. In den Spielzeiten 2015/16 und 2016/17 erzielte Arp bei den B1-Junioren (U17) in insgesamt 44 Einsätzen in der B-Junioren-Bundesliga 36 Tore und wurde mit 26 Toren in der Saison 2016/17 Torschützenkönig der Staffel Nord/Nordost. Die gesamte Wintervorbereitung 2017 – u. a. das Trainingslager in Dubai – absolvierte Arp mit der Profimannschaft von Trainer Markus Gisdol. Anschließend kam er – parallel zu Einsätzen in der U17  – bei den A-Junioren (U19) in der A-Junioren-Bundesliga zum Einsatz, in der er bis zum Ende der Spielzeit in 4 Spielen 2 Tore erzielte. Für seine Leistungen erhielt Arp im Juli 2017 die goldene Fritz-Walter-Medaille in der Altersklasse U17.

#### Erste Profijahre beim Hamburger SV
Zur Saison 2017/18 rückte Arp in den erweiterten Profikader auf und stand daneben im Kader der U19, für die er noch 2 Spielzeiten spielberechtigt war. Er verlängerte vor der Spielzeit seine Vertragslaufzeit bis zum 30. Juni 2019 und absolvierte die Sommervorbereitung mit den Profis. Nach der Vorbereitung nahm er wieder hauptsächlich am Training der U19 teil, da er wegen seines anstehenden Abiturs, das er am Gymnasium Heidberg absolvierte, nur einmal wöchentlich mit den Profis trainieren konnte. Dennoch berief ihn Markus Gisdol, nachdem er in 3 Spielen in der A-Junioren-Bundesliga 7 Tore erzielt hatte, für das Nordderby gegen Werder Bremen am 30. September 2017 erstmals in den Spieltagskader. Bei der torlosen Punkteteilung debütierte Arp mit 17 Jahren in der Bundesliga, als er kurz vor dem Spielende eingewechselt wurde. Er wurde damit zum ersten Spieler der Bundesliga, der im oder nach dem Jahr 2000 geboren wurde. Anschließend nahm er mit der U17-Nationalmannschaft an der U17-Weltmeisterschaft in Indien teil und wurde nach seiner Rückkehr Ende Oktober 2017 in Absprache mit der Schule stärker in das Mannschaftstraining der Profis eingebunden, um fester Bestandteil des Profikaders zu werden.
Am 28. Oktober 2017 erzielte Arp bei einer 1:2-Niederlage des HSV bei Hertha BSC in seinem zweiten Bundesligaeinsatz sein erstes Tor, als er – rund 20 Minuten nach seiner Einwechslung – in der 73. Spielminute den Anschlusstreffer erzielte. Mit 17 Jahren und 295 Tagen war er der bis dahin siebtjüngste Torschütze der Bundesliga sowie der bis dahin jüngste Torschütze des HSV in der Bundesliga. Am folgenden Spieltag stand Arp beim 3:1-Sieg gegen den VfB Stuttgart erstmals in der Startelf und erzielte das Tor zum Endstand. Spätestens ab diesem Zeitpunkt galt der 17-Jährige als das größte deutsche Stürmertalent und kommender Nationalspieler. Im weiteren Verlauf der Saison konnte Arp unter Gisdols Nachfolgern Bernd Hollerbach und Christian Titz, der ihn bereits in der U17 trainiert hatte, nicht an diese Leistungen anknüpfen. Aufgrund seines Abiturs und einigen Erkältungen fiel er zudem für einige Spiele aus bzw. kam wieder in der U19 zum Einsatz. Insgesamt kam Arp auf 18 Bundesligaeinsätze (2 Tore) sowie zu 5 Einsätzen in der U19 (7 Tore), mit der er Vizemeister der Staffel Nord/Nordost wurde. Mit den Profis musste er hingegen den erstmaligen Abstieg des HSV in die 2. Bundesliga antreten.
Vor der Saison 2018/19 verlängerte der 18-Jährige seine Vertragslaufzeit bis zum 30. Juni 2020. Anfang Februar 2019 wurde bekannt, dass damit einhergehend eine Vereinbarung mit dem FC Bayern München geschlossen worden war, die „flexible Wechselzeiträume“ enthalte. Der Zeitpunkt des Wechsels – zum 1. Juli 2019 oder 1. Juli 2020 – wurde von Arp bestimmt. Zum Saisonbeginn war Arp hinter Pierre-Michel Lasogga und Manuel Wintzheimer dritter Stürmer und stand an den ersten Spieltagen nicht im Spieltagskader, sondern spielte dreimal in der zweiten Mannschaft in der viertklassigen Regionalliga Nord, wobei er 3 Tore erzielte. Seinen ersten Saisoneinsatz bei den Profis hatte Arp in der ersten Runde des DFB-Pokals beim 5:3-Sieg gegen den Fünftligisten TuS Erndtebrück, bei dem er ein Tor erzielte. Unter Titz kam Arp in der Folge zu 4 Ligaeinsätzen (davon 2 in der Startelf). Nachdem Hannes Wolf die Mannschaft Ende Oktober 2018 übernommen hatte, kam er bis zur Winterpause in der Liga zu 2 Startelf- und 4 Jokereinsätzen auf dem linken Flügel, während im Sturmzentrum Pierre-Michel Lasogga und nach dessen Verletzung der Ende August verpflichtete Hee-Chan Hwang den Vorzug erhielten. Auch in der Rückrunde blieb Arp in der Reservistenrolle. Er kam auf 6 Einwechslungen und einen Startelfeinsatz in seinem letzten HSV-Spiel am bedeutungslosen letzten Spieltag, vor dem der HSV bereits den direkten Wiederaufstieg verpasst hatte und an dem er seinen einzigen Zweitligatreffer erzielte. Zudem spielte er noch 4 weitere Male (kein Tor) in der zweiten Mannschaft, wenn er bei den Profis nicht im Spieltagskader stand.

#### Wechsel zum FC Bayern München

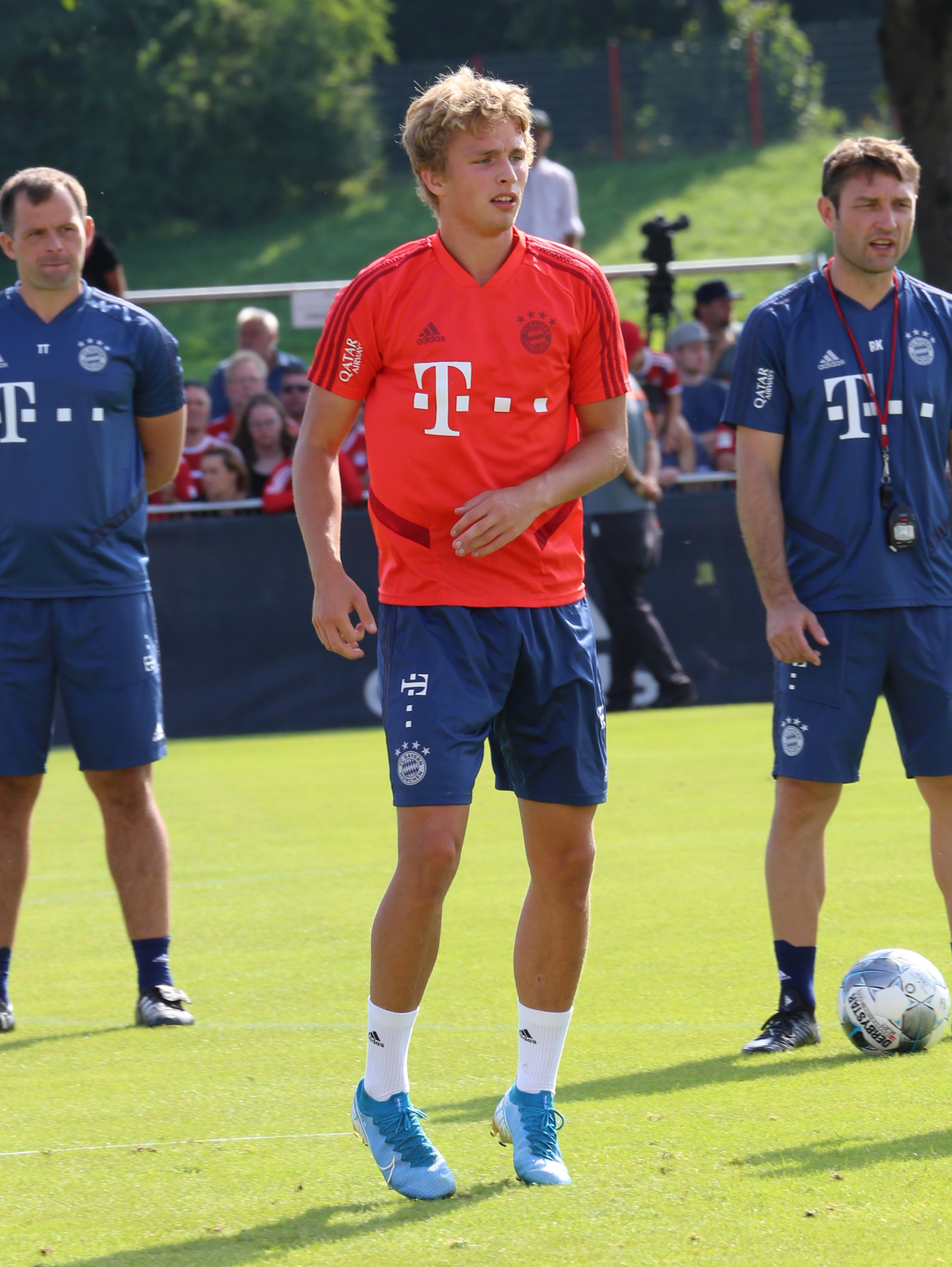
Arp im Training der ersten Mannschaft (2019). Im Hintergrund Torwarttrainer Toni Tapalović (l.) und Co-Trainer Robert Kovač (r.).

Zur Saison 2019/20 wechselte Arp zum FC Bayern München. Zum Saisonbeginn stand der 19-Jährige zumeist nicht im Spieltagskader, da der Cheftrainer Niko Kovač tendenziell die Stürmer der zweiten Mannschaft, Kwasi Okyere Wriedt und Joshua Zirkzee, hinter dem unumstrittenen Robert Lewandowski für die Bank berücksichtigte. Daher absolvierte Arp sein erstes Pflichtspiel für den Verein mit der zweiten Mannschaft in der 3. Liga. Ende September zog er sich im Training einen Bruch des Kahnbeins an der Hand zu und musste operiert werden. In der Länderspielpause im November stieg Arp unter Kovačs Nachfolger Hansi Flick wieder in das Mannschaftstraining ein, zog sich aber zwei Tage später im Training eine knöcherne Absprengung der Speiche zu und musste wieder einen Gipsverband tragen, weshalb er bis zum Ende der Hinrunde ausfiel. Während seiner verletzungsbedingten Abwesenheit wurde der ein Jahr jüngere Stürmer Zirkzee von Flick in den Profikader hochgezogen und erzielte bis zum Ende der Hinrunde nach 2 Einwechslungen 2 Tore. Arp hingegen stand bei der Bundesligamannschaft in der Hinrunde vor seinen Verletzungen lediglich einmal im Spieltagskader, ohne eingewechselt zu werden. Im Wintertrainingslager in Doha stieg Arp wieder in das Mannschaftstraining ein. Anfang Februar wurde er für den Winterneuzugang Álvaro Odriozola aus dem Champions-League-Kader für die K.-o.-Phase gestrichen. Nach der Winterpause war Arp hinter Wriedt, Zirkzee und Leon Dajaku auch in der Drittligamannschaft unter Sebastian Hoeneß nur Reservist. Nach 4 Kurzeinsätzen und einem Spiel über 90 Minuten auf der Bank kam er am 26. und 27. Drittligaspieltag zu seinen ersten Startelfeinsätzen, wobei er jeweils ein Tor erzielte. Anschließend wurde die Spielzeit aufgrund der COVID-19-Pandemie unterbrochen. Nach der Wiederaufnahme des Spielbetriebs kam Arp in den ersten 3 Drittligaspielen erneut zu Startelfeinsätzen, verletzte sich aber am 30. Spieltag bei der Erzielung seines dritten Saisontors und fiel erneut einige Spiele aus. In der ersten Mannschaft stand der Stürmer in der Rückrunde je einmal in der Liga und im DFB-Pokal im Spieltagskader und wurde jeweils ohne Einsatz deutscher Meister und Pokalsieger. Für die zweite Mannschaft erzielte der Stürmer in 12 Einsätzen (6-mal von Beginn) 3 Tore und wurde Drittligameister.
In der Saison 2020/21 stand Arp ausschließlich im Kader der zweiten Mannschaft. Der Stürmer gab an, diesen Schritt freiwillig gegangen zu sein. Im Oktober debütierte der 20-Jährige dennoch in der ersten Mannschaft, als er beim verlegten DFB-Pokal-Erstrundenspiel gegen den Oberligisten 1. FC Düren in der Schlussphase eingewechselt wurde. Dabei profitierte er auch von dem Umstand, dass zahlreiche Bayern-Nationalspieler teilweise noch am Vortag in Länderspielen aktiv gewesen waren und daher von Flick nicht berücksichtigt wurden. So standen beim 3:0-Sieg lediglich Feldspieler der zweiten Mannschaft und U19 als Ersatz zur Verfügung. Nach dem Spiel äußerte Flick jedoch: „Für ihn ist es wichtig, dass er ein Zuhause hat. Und sein Zuhause ist aktuell die U23.“ Bei der zweiten Mannschaft war Arp unter dem neuen Cheftrainer Holger Seitz zunächst Stammspieler, musste sich aber zeitweise hinter Lenn Jastremski mit der Jokerrolle begnügen. Nachdem das Duo Danny Schwarz und Martín Demichelis die abstiegsbedrohte Mannschaft für die letzten 8 Spiele übernommen hatte, wurde ihm im Sturmzentrum Armindo Sieb vorgezogen. Am letzten Spieltag wurde der Stürmer sogar nicht für den Spieltagskader berücksichtigt, als es um den Klassenerhalt ging. Arp absolvierte in dieser Saison 30 Drittligaspiele (18-mal von Beginn), in denen er 5 Tore erzielte, und stieg mit seiner Mannschaft in die Regionalliga Bayern ab. In der ersten Mannschaft spielte der Stürmer – bis auf den Pokaleinsatz – keine Rolle.

#### Holstein Kiel
Zur Saison 2021/22 kehrte der 21-Jährige in seine schleswig-holsteinische Heimat zurück und wechselte für ein Jahr auf Leihbasis zum damaligen Zweitligisten Holstein Kiel. Zum Saisonbeginn stand Arp unter Ole Werner im 4-3-3-System in der Sturmspitze zumeist in der Startelf. Dabei erzielte er in der ersten Runde des DFB-Pokals beim Weiterkommen gegen den Regionalligisten SC Weiche Flensburg 08 und am 5. Spieltag beim 3:0-Sieg gegen den FC Erzgebirge Aue jeweils ein Tor. Die Kieler Mannschaft, die in der Saison 2020/21 noch auf dem 3. Platz die Relegation erreicht und verloren sowie im Pokal den FC Bayern geschlagen hatte, befand sich nach einem Fehlstart im Abstiegskampf. Werner erklärte daher nach dem 7. Spieltag auf dem 15. Platz stehend seinen Rücktritt. Unter dem neuen Cheftrainer Marcel Rapp wurde Fiete Arp von Benedikt Pichler, der erst nach dem Saisonbeginn zur Mannschaft gestoßen war, aus der Startelf verdrängt. Während sein österreichischer Konkurrent bis zur Winterpause 6 Tore erzielte und zum besten Torschützen der Mannschaft wurde, kam Arp nur noch als Einwechselspieler zum Einsatz und blieb torlos. Im Januar 2022 verpflichtete der Verein mit Kwasi Okyere Wriedt, mit dem er in seinem ersten Bayern-Jahr in der Drittligamannschaft zusammengespielt hatte, einen weiteren Stürmer. Arp kam in der Folge seltener zum Einsatz. Seine einzigen Startelfeinsätze in der Rückrunde hatte er am 25. und 27. Spieltag auf dem Flügel. Er beendete die Saison mit 24 Zweitligaeinsätzen (9-mal in der Startelf) und 2 Toren.
Obwohl sich Arp nach dem Saisonende verabschiedet hatte, stieg er Mitte Juni 2022 – und damit vor dem offiziellen Leihende am Monatsende – mit den Kielern in die Vorbereitung auf die Saison 2022/23 ein. Die Vereine einigten sich schließlich auf einen festen Transfer, sodass Arp in Kiel einen neuen Vertrag bis zum 30. Juni 2024 unterschrieb. Arp blieb in seiner zweiten Kieler Saison zumeist Reservist und kam auf 26 Zweitligaeinsätze (9-mal in der Startelf), in denen er ein Tor erzielte.
In der Hinrunde der Saison 2023/24 kam Arp bis zum 9. Spieltag nur auf 2 Kurzeinsätze. Ab dem 10. Spieltag konnte er sich jedoch einen Stammplatz erarbeiten und stand in 7 der letzten 8 Spiele vor der Winterpause stets in der Startelf. Dabei erzielte Arp 5 Tore und trug somit entscheidend zum Gewinn der Herbstmeisterschaft bei. Im letzten Spiel vor der Winterpause zog sich Arp kurz vor der Halbzeitpause einen Sehnenanriss im Adduktorenbereich zu. Nachdem er im Februar 2024 seinen zum Saisonende auslaufenden Vertrag bis zum 30. Juni 2026 verlängert hatte, kam er Ende März 2024 erstmals wieder zum Einsatz. Im Saisonfinale musste sich Arp daher mit der Jokerrolle zufriedengeben. Insgesamt absolvierte er 17 Ligaspiele, stand 8-mal in der Startelf und erzielte 5 Tore. Die Kieler stiegen am Saisonende auf dem 2. Platz in die Bundesliga auf.
In der Saison 2024/25 spielte Arp nach sechs Jahren wieder in der höchsten deutschen Spielklasse. Er musste sich allerdings mit der Reservistenrolle zufriedengeben. Von seinen 23 Einsätzen stand der Offensivspieler lediglich 3-mal in der Startelf und erzielte 2 Tore. Die Kieler stiegen am Saisonende direkt wieder in die 2. Bundesliga ab.

#### Odense BK
Zur Saison 2025/26 wechselte Arp zum dänischen Erstligisten Odense BK. Er unterschrieb beim Aufsteiger einen Vertrag bis zum 30. Juni 2028 und traf auf den deutschen Cheftrainer Alexander Zorniger, der ebenfalls neu zum Verein gekommen war.

### Nationalmannschaft
Arp spielte erstmals im Oktober 2015 für die U16-Nationalmannschaft, für die er bis April 2016 zu vier Einsätzen kam. Seit September 2016 kam er in der U17-Nationalmannschaft zum Einsatz. Mit ihr nahm Arp im Mai 2017 an der altersbezogenen Europameisterschaft 2017 teil. Dort sorgte er für Aufsehen, als er in zwei der drei Gruppenspiele jeweils drei Tore – darunter einen lupenreinen Hattrick in Rekordzeit von 13 Minuten erzielte. – erzielte. Mit insgesamt sieben Toren wurde er hinter dem Franzosen Amine Gouiri (8) zweitbester Torschütze des Turniers.
Im Oktober 2017 nahm Arp mit der U17-Nationalmannschaft an der altersbezogenen Weltmeisterschaft in Indien teil. Dort kam er in allen fünf Spielen seines Teams, das im Viertelfinale gegen Brasilien ausschied, zum Einsatz und erzielte fünf Tore. Insgesamt erzielte Arp in 19 Länderspielen 18 Tore. Von November 2018 bis März 2019 war Arp in der U19-Nationalmannschaft aktiv, für die er in fünf Länderspielen zwei Tore erzielte.

## Erfolge und Auszeichnungen
Erfolge
- Aufstieg in die Bundesliga: 2024 (Holstein Kiel)
- Deutscher Drittligameister: 2020 (FC Bayern München II)

Auszeichnungen
- Preisträger Fritz-Walter-Medaille Gold 2017 (U17)
- Torschützenkönig der B-Junioren-Bundesliga Nord/Nordost: 2017
- Jugendspieler des Jahres 2018 im Hamburger Fußball-Verband[56]
- Bundesliga Rookie Award: November 2017